# Шедле, Франц
Франц Шедле (нем. Franz Schädle, 19 ноября 1906, Вестерхайм — 2 мая 1945, Берлин), с 20 декабря 1944 по 30 апреля 1945 года последний командир Отряда сопровождения фюрера, Оберштурмбаннфюрер СС.

## Биография
Франц Шедле родился 19 ноября 1906 года в местечке Вестерхайм, Германская империя. Получил образование инженера-строителя. Работал по специальности. В конце 1920-х годов вступил в НСДАП (партийный билет № 73.023). 1 февраля 1930 года принят в СС (личный № 2.605). В 1932 году Йозеф Дитрих отобрал Франца Шедле в числе 12 человек и сформировал из них Отряд сопровождения фюрера. В течение последующих 13 лет Шедле был одним из личных телохранителей Адольфа Гитлера, сопровождая его практически во всех поездках. С 1 мая 1934 года служил также при штабе рейхсфюрера СС Генриха Гиммлера.
9 июля 1933 года Францу Шедле присвоено звание Унтерштурмфюрера СС, 1 июля 1934 Оберштурмфюрера СС. 20 апреля 1935 присвоено звание Гауптштурмфюрер СС. 20 декабря 1944 года Франц Шедле был назначен командиром Отряда сопровождения фюрера, в котором на тот момент числилось 143 человека, вместо Бруно Геше. 5 января 1945 года Гитлер лично присвоил ему звание Оберштурмбаннфюрер СС.
С января по апрель 1945 года Шедле вместе с Гитлером постоянно находился в Фюрербункере и курировал его охрану. 28 апреля 1945 года Шедле был ранен в ногу осколками снаряда при обстреле советской артиллерией здания Рейхсканцелярии в ходе штурма Берлина и с тех пор передвигался, опираясь на костыли. После самоубийства Адольфа Гитлера днем 30 апреля 1945 года отряд фактически прекратил свое существование. Вечером 1 мая 1945 года, Шедле отклонил предложение Вильгельма Монке присоединиться к его группе для попытки прорыва из Фюрербункера, ссылаясь на ранение. Поступившее несколькими часами позже аналогичное предложение Рохуса Миша было им также отклонено. Вскоре после часа ночи 2 мая 1945 года Франц Шедле застрелился из табельного пистолета в Фюрербункере, чтобы не попасть в плен к Красной армии.